# 札幌市立元町中学校
札幌市立元町中学校（さっぽろしりつ もとまちちゅうがっこう）は、北海道札幌市東区の元町地区にある公立中学校。

## 沿革
- 1979年（昭和54年）
  - 5月23日 - 仮称元町中学校開校事務取扱発令　
  - 6月10日 - 校舎建設工事開始
  - 6月22日 - 体育館建築工事開始
  - 7月21日 - 校名「札幌市立元町中学校」として決定
  - 11月1日 - 札幌市立学校設置条例により設置（開校記念日）
- 1980年（昭和55年）
  - 2月16日 - 校舎完成
  - 3月1日 - 体育館完成
  - 3月26日 - 開校式（札幌中より307名、栄南中より39名受入）
  - 4月7日 - 始業式（2年4学級、3年4学級）
  - 4月8日 - 第一回入学式（5学級226名）
- 1983年（昭和58年）
  - 2月17日 - 私たちのめざす生徒像決定
- 1984年（昭和59年）
  - 6月15日 - 開校5周年記念植樹

## 通学区域
- 札幌市東区[1]
  - 北15条東18丁目、北16条東18丁目、北17条東16丁目～18丁目、北18条東16丁目～19丁目、北19条東16丁目～19丁目、北20条東16丁目～19丁目、北21条東16丁目～20丁目、北22条東16丁目～20丁目、北23条東16丁目～20丁目、北24条東16丁目～20丁目、北25条東16丁目～20丁目、北26条東16丁目～20丁目北26条東21丁目（1番～2番　5番～7番）、北27条東16丁目～21丁目、北28条東16丁目～21丁目、北30条東16丁目～20丁目、北31条東16丁目～19丁目、北32条東16丁目～18丁目、北33条東16丁目～18丁目